# Straat Gaspar
Straat Gaspar (Indonesisch: selat Gaspar) is een zeestraat in Indonesië. Het water is gelegen tussen de eilanden Belitung en Bangka, de twee grootste eilanden van de Indonesische provincie Bangka-Belitung. De zeestraat verbindt net als de Straat Karimata en Straat Banka de Javazee met de Zuid-Chinese Zee.